# Gare de triage
Pour les articles homonymes, voir Triage.

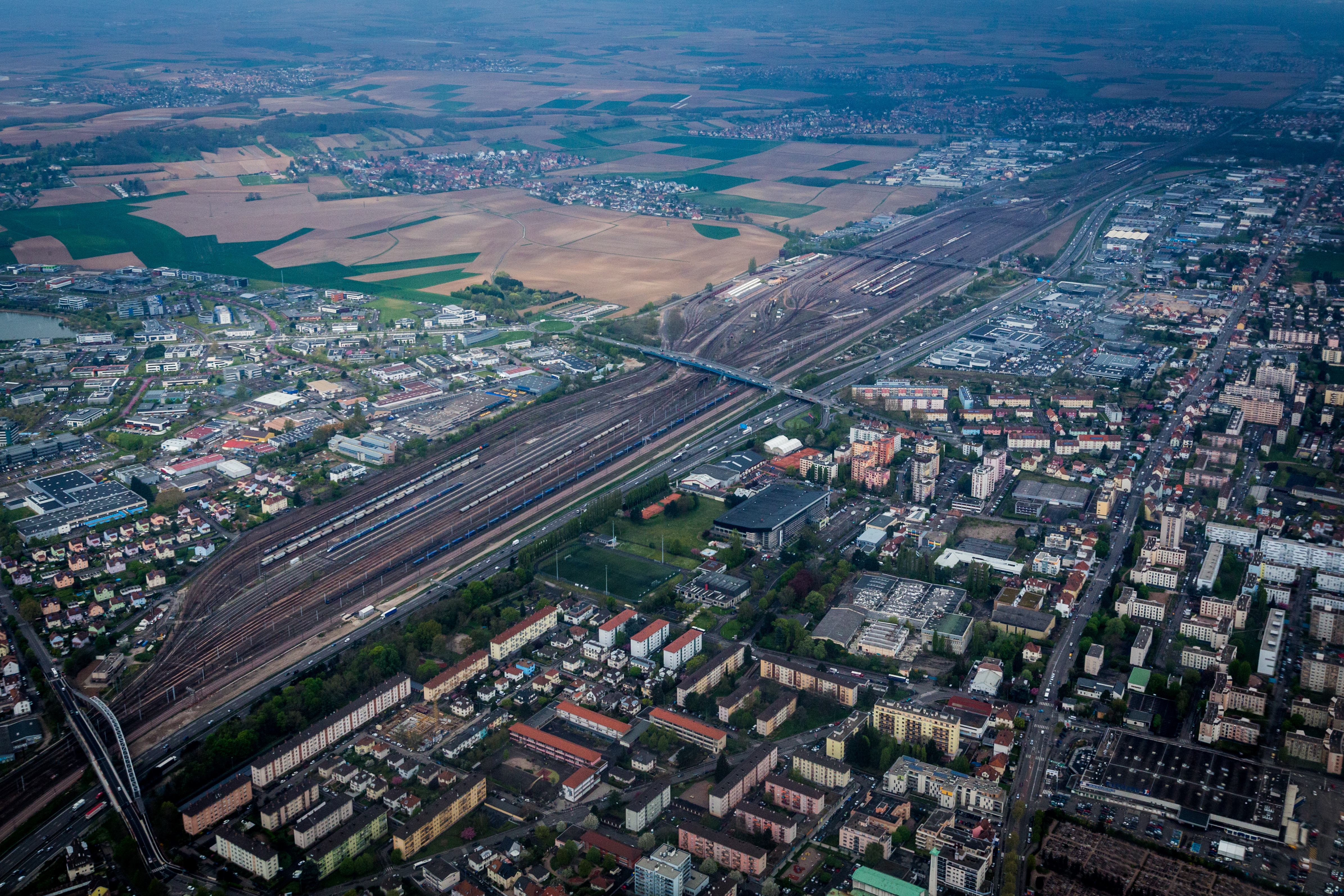
Triage de Hausbergen, près de Strasbourg (France).

Une gare de triage ou simplement un triage, également appelée gare de formation en Belgique, est une gare ferroviaire spécialisée où les wagons de marchandises isolés de leur rame initiale sont triés pour être incorporés dans de nouveaux trains de fret.

## Histoire

### Les débuts
La première gare de triage à gravité continue fut construite en Allemagne à Dresde vers 1846. À partir des années 1860, au vu d’un trafic ferroviaire de plus en plus important dans les gares aux marchandises, il s’est avéré nécessaire d’aménager des sites spécialisés pour le triage en dehors des gares existantes. C’était en général des triages sans bosse mais souvent déjà à voies en déclivité. Parfois le tri des wagons se faisait à l’aide de chevaux dans les gares à plat. On y trouvait à la tête des faisceaux des plaques tournantes ou parfois des chariots transbordeurs, pour faciliter le tri.

### Le progrès technique
Le premier triage à bosse ou plutôt en palier fut construit dans une gare de transit près de Leipzig, en Allemagne, vers 1858. En France, on voit naître une gare de triage à pente continue près de Saint-Étienne, la gare de Terrenoire. Suit alors en Angleterre la gare de triage de Shildon. C’est en Allemagne, en gare de Speldorf près de Mülheim an der Ruhr, que le premier triage à bosse (montante et descendante), comme on les connaît aujourd’hui, voit le jour. Les postes d’aiguillage mécaniques de l'époque demandaient la construction de plusieurs postes intermédiaires dans la zone de répartition. Le ralentissement et le freinage des wagons se faisaient au moyen de sabots de freinage qui devaient être posés à la main par les enrayeurs. La société Büssing en Allemagne invente alors un système de freinage par sabots mécanisé, précurseur des freins de voies d’aujourd’hui.

### Mécanisation
Au début des années 1920, les premiers grands triages furent équipés par des freins de voies. Ainsi, c’est en 1923 que le triage de Gibson, près de Chicago, est équipé d’un système de freinage relativement compliqué, suivi de celui d'Hamm en Allemagne plus simple et plus moderne, construit en 1925 mais aujourd'hui fermé. À partir de ces années, les premiers systèmes d’aiguillage électromécaniques permettent le service à partir d’un seul poste d’aiguillage.

### Automatisation
Le premier triage à automatisation partielle avec commande par ordinateur des freins de voie et des aiguillages fut installé vers 1955 dans la gare de triage de Kirk près de Gary, dans la région de Chicago. Suivait alors la commande à distance des locomotives de manœuvre à partir du poste d’aiguillage. L’automatisation jouait un grand facteur dans la rationalisation et centralisation des gares de triage ce qui faisait que beaucoup de gares à deux têtes pouvaient être reconduites à une tête et que parallèlement des petits triages ont été fermés complètement. Dans des pays à essor industriel tardif, comme la Chine, beaucoup de nouvelles gares de triage furent installées à partir des années 1950, parmi lesquelles celle de Zhengzhou, la plus grande sur le continent asiatique.

## Description générale
Un triage est une installation spécialisée dans le traitement du trafic de fret dont les infrastructures s'étendent sur plusieurs kilomètres de long. Un triage se compose généralement de trois faisceaux (un faisceau est ensemble de voies parallèles, lui même divisé en « pinceaux ») :
- un faisceau de réception, où sont reçus les trains en attente de tri ;
- un faisceau de débranchement et de formation, le plus grand faisceau constituant le cœur du triage. Une bosse de tri est située entre le faisceau de réception et le faisceau de débranchement ;
- un faisceau de départ, où sont placés les trains en attente de départ. Certains triages ne disposent pas de faisceau de départ, les trains partent directement depuis le faisceau de débranchement.

Les triages importants disposent aussi de faisceaux relais pour les trains ayant juste besoin d’effectuer un arrêt de quelques heures ou de changer de locomotive.
Souvent les triages comportent également un dépôt pour les locomotives et parfois des ateliers de réparation de wagons.

## Les différents types de triage
Il existe trois types de triages différents : le triage à plat, le triage à bosse, le triage à gravité continue.

### Triage à plat
Dans un triage à plat (ou en palier) une rame de wagons est amenée vers le faisceau de triage par poussée. Les wagons sont démaillés au fur et à mesure de leur arrivée sur l'aiguillage. Ce système étant très intensif en manœuvres, il est relativement lent. En général, spécialement en Europe, il s'est appliqué surtout à des petits triages (moins d'environ 12 voies dans le faisceau de triage), mais dans certains pays il existe aussi quelques grands chantiers de triage sans bosse de triage. Il existe dans le monde entier une multitude de ces gares de triage (en main privée) principalement sur le site de grandes usines, ports et exploitations minières.
Même dans les grandes gares de triage (avec bosse) il est généralement nécessaire de pouvoir occasionnellement trier à plat car certains wagons longs ne sont pas prévus pour pouvoir être manœuvrés en bosse.

### Triage à la gravité

#### Généralités

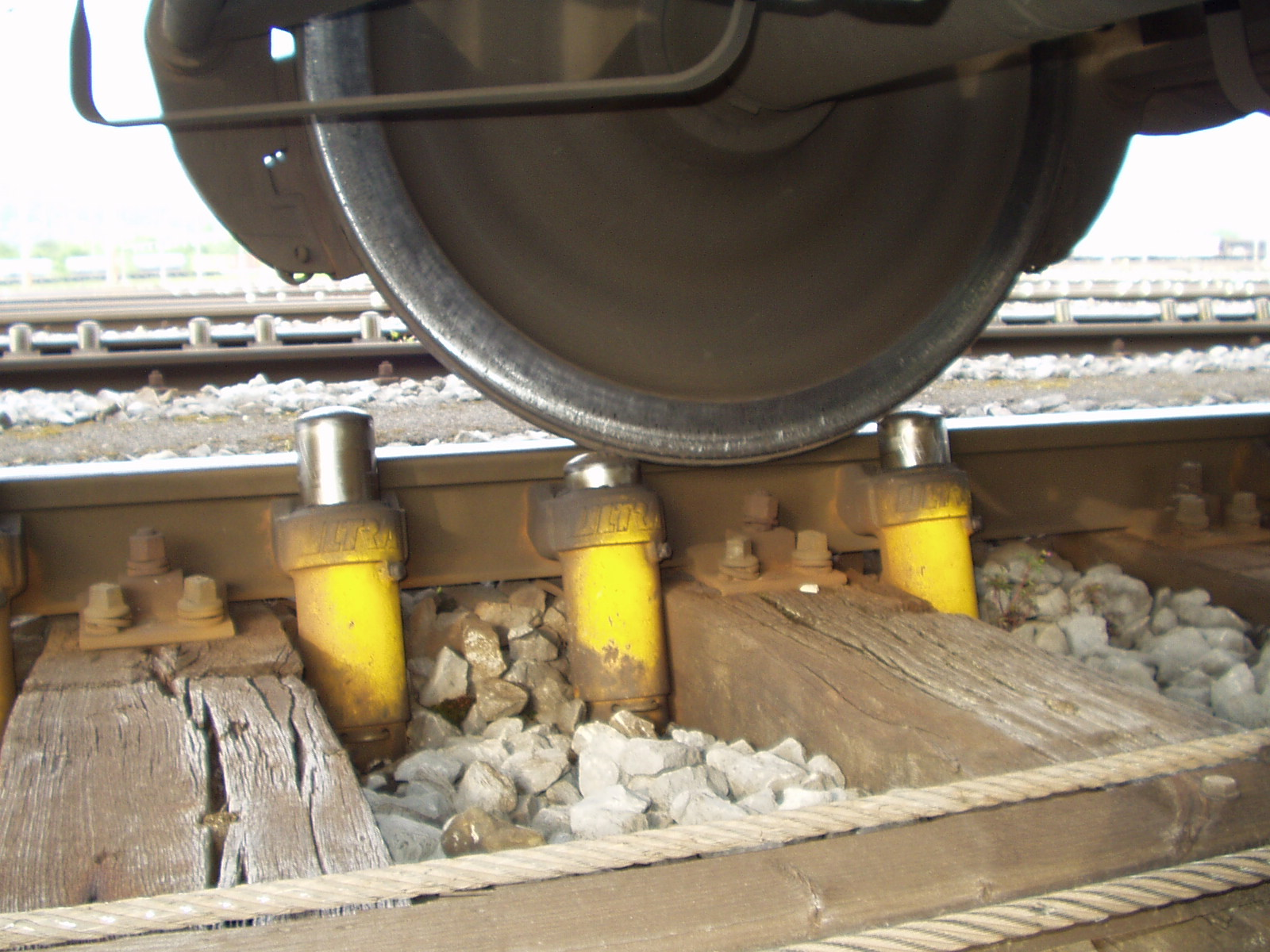
Frein de voie dans un triage

Les wagons sont « démaillés » par (décrochage des attelages) puis poussés par une locomotive de manœuvre sur la « bosse » ou « butte de triage » d'où les wagons descendent en roulant par gravité et sont orientés par aiguillage vers les différentes voies du « faisceau de débranchement » ou « triage », chaque voie étant affectée à une destination particulière.
Pour ralentir la vitesse des wagons débranchés, la voie descendant de la bosse est munie de freins de voie. La vitesse est réglée en fonction des wagons (wagon vide ou chargé, chargement léger ou lourd, nombre des essieux, qualité de roulement du wagon...). Ces freins fonctionnent par système pneumatique (par exemple aux États-Unis, en France, Belgique, Russie, Chine) ou hydraulique (par exemple en Allemagne, Italie ou aux Pays-Bas). Pour freiner les wagons en fin de course, des agents présents entre les voies, les saboteurs ou enrayeurs, posaient des sabots sur les rails , . Les triages modernes ont éliminé cette tâche pénible et dangereuse en réalisant le « tir au but » grâce à un deuxième rang de freins de voie télécommandés depuis la cabine de contrôle, limitant la vitesse d'accostage à environ 1 mètre par seconde. Ce dispositif évite ainsi les accidents et réduit les avaries du matériel.

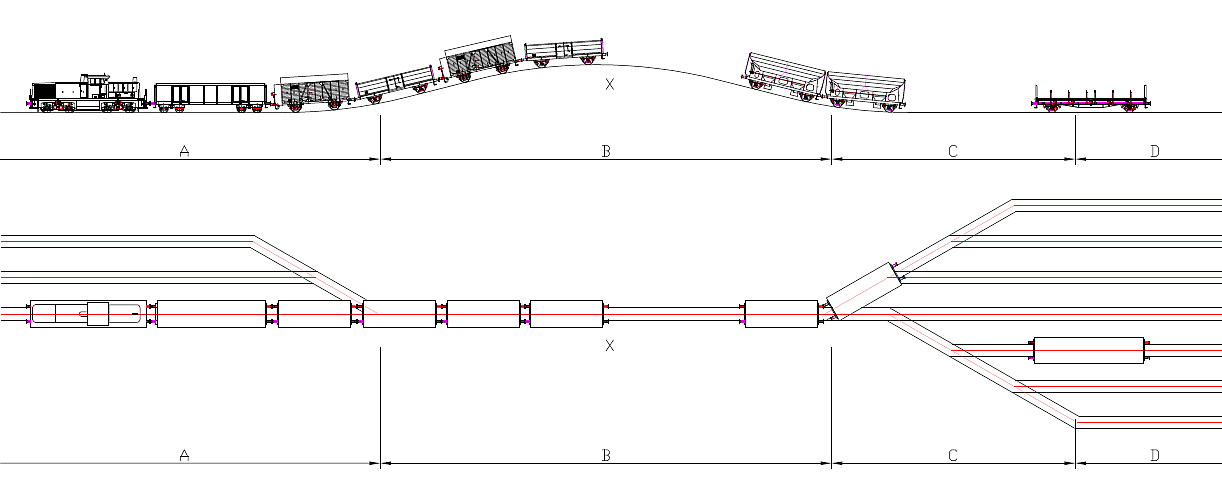
Les wagons poussés vers la droite à partir des voies du faisceau de réception  A, largués un à un ou par groupes au sommet de la butte B (point X), sont répartis dans la zone d’aiguillage C, pour aboutir aux voies du faisceau de triage D.

Une voie permet d'éviter la bosse pour certains wagons interdits de bosse, parce que transportant un chargement fragile ou sensible.
Ce type de triage, le plus efficace, permet le tri de plusieurs milliers de wagons par jour. On estime que le tri à la gravité est plus rentable que le tri à plat au delà de 200 à 300 coupes (ou 300 à 500 wagons) quotidiennes .
En raison de la chute du fret ferroviaire et pour limiter les couts d'entretien, il ne reste en France que 5 triages à la gravité. Le tri à plat est désormais pratiqué dans la plupart des triages français, laissant la bosse et les freins de voies inutilisés.

#### Triages à bosse unique
En Europe, les faisceaux de débranchement des triages comportent plusieurs pinceaux d'environ 6 à 12 voies. Souvent, ils totalisent 32 ou 40 voies dans quatre ou cinq pinceaux à huit voies en disposition symétrique. Pour les triages équipés du système du tir au but, chaque pinceau comporte un frein primaire et chaque voie un frein secondaire. Aux États-Unis, les pinceaux comportent en général 6 à 10 voies, normalement en ordre asymétrique.

#### Triages à deux bosses
Quelques grands triages comportent deux systèmes à bosses situées de part et d'autre du triage permettant ainsi un tri dans les deux directions.
Les plus importants sont : le triage de Maschen près de Hambourg, Allemagne, le Bailey Yard à North Platte, États-Unis et le Clearing Yard près de Chicago, États-Unis.

### Triage à pente continue
Ces triages fonctionnent presque à l'identique des triages à bosse. Seule exception, ici tous les faisceaux de voies sont en déclivité assurant un gradient continu. La plupart de ces gares se trouvaient en Allemagne et autrefois en Angleterre. Elles ont été construites sur des sites où la construction d'un triage à butte posait des problèmes. Ces triages ont également une grande capacité mais nécessitent plus de personnel.
Le plus grand triage à pente continue encore en activité est celui de Nuremberg en Allemagne.

## Importance et problèmes
Les triages sont un rouage essentiel du système d'acheminement du fret par wagon isolé, appelé aussi « lotissement ». Chaque triage dessert une zone de ramassage-distribution d'où il reçoit les trains de desserte locale, et est en relation avec d'autres triages par des trains dits inter-triage. Un wagon isolé emprunte donc successivement un train de ramassage, puis un ou plusieurs trains inter-triages, et enfin un train de distribution jusqu'au client destinataire.
Les triages fonctionnent par pulsations, surtout la nuit. Les trains de ramassage arrivent en fin de journée, il s'ensuit une phase de débranchements successifs, puis la formation d'une batterie de trains au départ. L'organisation du système de lotissement a pour objectif de regrouper les wagons de manière à mieux remplir les trains directs de long parcours. Un optimum doit être trouvé entre la fréquence de ces trains, qui conditionne les délais d'acheminement globaux, et leur remplissage qui influe sur les coûts.
Les problèmes posés par ce système sont : les chocs, rares, mais toujours possibles à cause de la méthode de tri par gravité, les délais d'acheminement, qui sont la résultante d'une suite complexe d'opérations, spécialement en trafic international, et le coût de revient, qui additionne celui de chaque opération élémentaire. De ce fait, ce système qui s'adresse à des envois unitaires relativement légers, a été plus particulièrement affecté par la concurrence routière, et se trouve dans une phase de déclin ; beaucoup de triages ont été fermés et les zones de dessertes très élargies. Certains pays (Grande-Bretagne, Danemark, Norvège, Japon et l'Australie) ont totalement abandonné ce système et donc l'acheminement de wagons isolés pour se concentrer sur le fret en trains entiers directs et le fret combiné (conteneurs, caisses mobiles).

## Complexes ferroviaires à plusieurs triages
Aux alentours de certaines métropoles ainsi que dans de grandes régions industrielles (p.ex. la région Saar-Lor-Lux, le Hainaut, la région de la Ruhr, la Haute-Silésie, le Donbass) et dans les centres à grande concentration démographique (p.ex. Paris, Lyon, Moscou, Berlin, Hambourg) plusieurs triages ont été installés.
Mondialement le plus grand nombre de triages dans un complexe ferroviaire se retrouve dans la vallée industrielle de la Ruhr. Dans les plus grandes villes des États-Unis et du Canada chaque compagnie ferroviaire (privée) a établi sa propre gare de triage, où s’ajoutent encore les triages des compagnies de transit local (p.ex. à Chicago, le plus grand nœud ferroviaire du monde). Dans d’autres pays la construction de plusieurs triages près d’une même ville résulte également des différentes compagnies ferroviaires privées desservant cette ville et qui rentraient par la suite dans la main de l’État ou d’une grande société nationale. Les raisons sont souvent aussi le besoin d’augmenter la capacité ou de créer des moyens plus efficaces de tri entre le transport rapide et le transport lent des marchandises.

## Les triages et l’armée
Pendant la Première Guerre mondiale quelques triages à destination militaire furent construits en France. Le rail comme la route étant souvent très important pour l’armée d’un pays celle-ci jouait souvent un rôle décisif lors du choix de l’implantation du site. Ainsi dans beaucoup de pays les installations et détails techniques étaient soumis au secret d’État, de même qu’à la censure cartographique et photographique.

## Liste des gares de triages

### Les plus grands triages du monde
- Triage Bailey triage à deux têtes près de North Platte au Nebraska sur le Transcontinental de San Francisco à Chicago, (64 + 50 voies de départ)[3].
- Maschen Rbf (de) au sud de Hambourg, (64 + 48 voies de départ) ;
- En Afrique du Sud la construction d’une gare de triage à deux têtes près de Sentrarand au nord-est de Johannesburg fut projetée avec 64 + 64 voies de départ. Cependant seulement un côté fut réalisé, mais néanmoins c’est le plus grand triage sur le continent africain ;
- La plus grande gare à une tête jamais construite était la gare Taschereau à Montréal, Canada. Elle comportait 83 voies de départ. Maintenant, plusieurs voies ont été déposées ;
- Le triage à gravité unidirectionnel de Nuremberg comptait jadis (y compris les ouvrages connexes) plus de 100 voies de départ ;
- La gare de Young Yard près d’Elkhart au sud-est de Chicago, ainsi que la gare d’Agincourt près de Toronto sont actuellement avec 72 voies de départ les plus grands triages à une butte ;
- En ce qui concerne le nombre de voies, le triage Mac Millan près de Toronto est le plus grand avec un groupe principal de 71 voies de départ, suivi d’un groupe secondaire de 50 voies ;
- Tinsley Marshalling Yard était à son ouverture en 1965 la plus grande gare de triage d'Europe[4], avec 4 groupes totalisant 97 voies; 13 voies au triage réception, 53 au triage principal, 8 au départ express et 23 au départ secondaire. Le triage principal était effectué par butte et régi par une tour de contrôle. Le site est désormais démantelé et la quasi-totalité des voies sont déposées.

### Allemagne

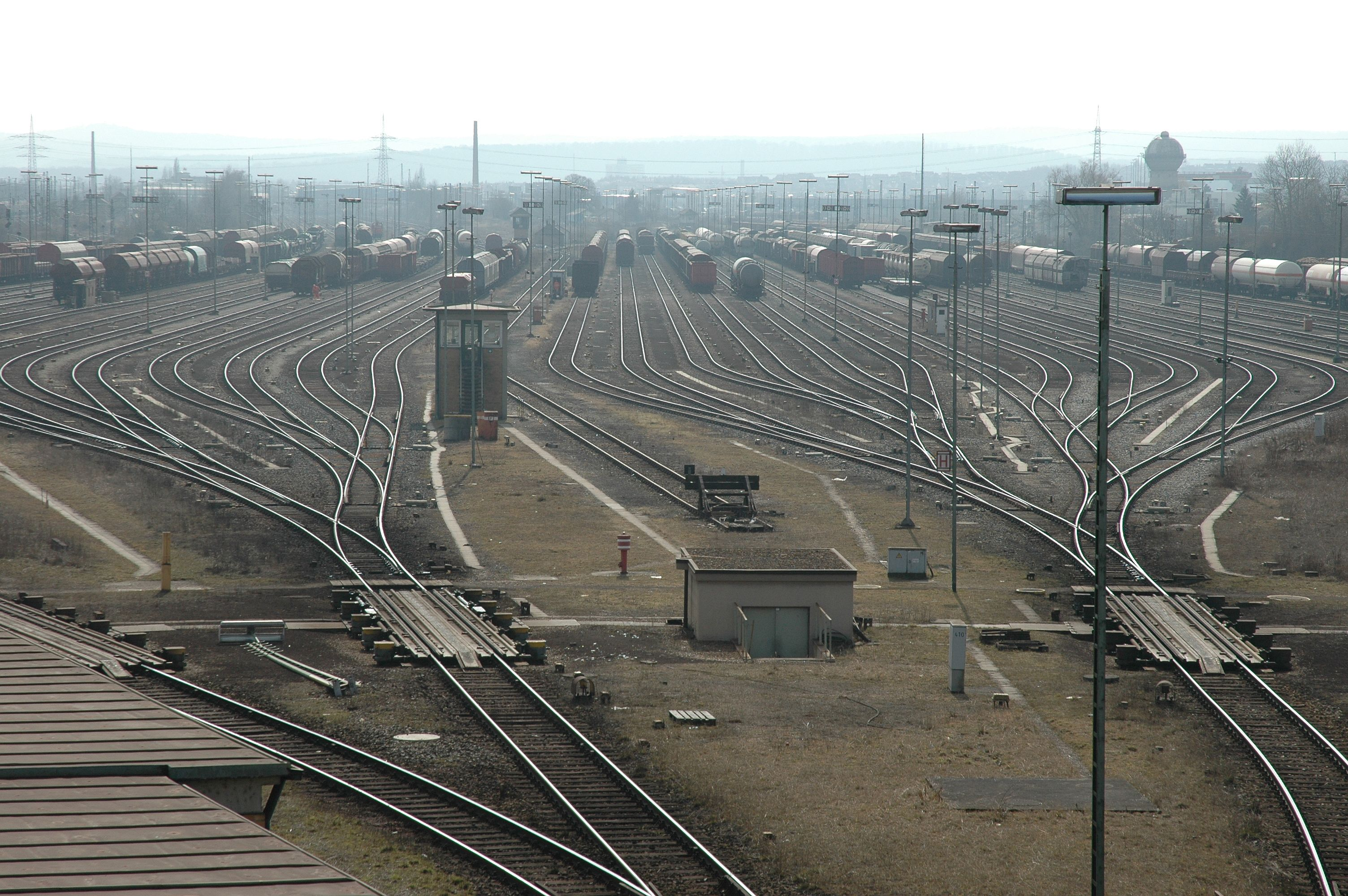
Gare de triage de Kornwestheim à Stuttgart.

En Allemagne les gares de triage sont appelées « Rangierbahnhof » (Rbf).
- Maschen Rbf (de) près de Hambourg, le plus grand triage d'Europe ;
- Seddin près de Potsdam, pour le complexe ferroviaire berlinois ;
- Halle (Saale) ;
- Seelze Rbf près de Hanovre ;
- Hagen-Vorhalle (pour le grand complexe ferroviaire du Bassin de la Ruhr) ;
- Gremberg près de Cologne ;
- Mannheim Rbf ;
- Nürnberg Rbf (Nuremberg) ;
- München Nord Rbf (Munich).

Une vingtaine d'autres triages, dont aussi quelques majeurs comme Kornwestheim Rbf près de Stuttgart, est en cours de fermeture jusqu'à la fin de l'an 2007.

### Royaume-Uni
Au Royaume-Uni, une vague de restructurations entraîne la fermeture de bien des triages à partir des années 1980. Le terme utilisé au Royaume-Uni est « marshalling yard » ou aussi dans tout le monde anglophone « hump yard » pour le triage par butte. Le transport de fret ferroviaire au Royaume-Uni étant important, le pays compte de nombreuses gares de triage.
En 2004, les gares aux marchandises et triages ouverts en Angleterre et au pays de Galles sont:
- Ashford ;
- Avonmouth ;
- Bletchley ;
- Birmingham Small Heath ;
- Cardiff Tidal ;
- Carlisle Kingmoor ;
- Crawley ;
- Crewe ;
- Dagenham Ripple Lane ;
- Didcot ;
- Doncaster; Belmont, Decoy ;
- Eastleigh ;
- Exeter Riverside ;
- Felixstowe Docks ;
- Folkestone Dollands Moor ;
- Gloucester New Yard ;
- Gravesend Hoo Junction ;
- Healey Mills ;
- Immingham ;
- Ipswich ;
- Liverpool Edge Hill
- Londres; Acton, Bow, Grove Park, King's Cross-St Pancras, Southall, Willesden ;
- Manchester Trafford ;
- Marsh Whitemoor ;
- Middlesbrough; Lackenby Grids, Tees ;
- Newcastle Tyne ;
- Newport; Alexandra Dock Junction, East Usk Junction ;
- Oxford Hinskey ;
- Peterborough; Spital, West, Westwood ;
- Plymouth Tavistock ;
- Sheffield Tinsley ;
- Southampton ;
- Swansea; Briton Ferry, Port Talbot ;
- Swindon Cocklebbury ;
- Taunton ;
- Toton ;
- Walsall Bescot ;
- Warrington ;
- Washwood Heath ;
- Wolverhampton Oxley ;
- York.

### Argentine
- Villa Maria (le seul à butte en Argentine, éventuellement fermé).

### Belgique
En Belgique, les gares de triage sont appelées « gare de formation » en région francophone.
En région néerlandophone, le terme utilisé est « vormingsstation ».
| Emplacement - Anvers: Vormingsstation Antwerpen-Noord - Arlon: Stockem-Formation - Bruxelles: Schaerbeek-Formation - Gand: Gent-Zeehaven-Vorming - Liège: Kinkempois-Formation - Namur: Ronet-Formation - Charleroi: Monceau-sur-Sambre-Formation - Zeebruges (Bruges): Zeebrugge-Vorming | Voies de débranchement - 40 + 56 - 32 - 38 - 41 - 32 - 28 (après l'expansion: 24 + 30) |

La gare de triage de Namur s'est spécialisée dans le transport international de conteneurs.

### Espagne
En Espagne le triage s'appelle « estación de clasificación ». La plus grande est celle de Vicálvaro-CSF à l'est de Madrid dont le faisceau de triage compte 30 voies.

### États-Unis
Le terme utilisé aux États-Unis pour désigner un triage est « classification yard ».
Les États-Unis ont beaucoup de gares de triage, listées ci-dessous. Parmi elles, Bailey Yard, le plus grand triage dans le monde.
| Nom de gare de triage  | Lieu (ville, État)          | Compagnie de chemins de fer                |
| ---------------------- | --------------------------- | ------------------------------------------ |
| Gateway Yard           | St. Louis, Illinois         | Alton & Southern                           |
| Clearing Yard          | Chicago, Illinois           | Belt Railway of Chicago                    |
| Argentine Yard         | Kansas City, Kansas         | Burlington Northern and Santa Fe           |
| Balmer Yard            | Seattle, Washington         | Burlington Northern and Santa Fe           |
| Barstow Yard           | Barstow, Californie         | Burlington Northern and Santa Fe           |
| Cherokee Yard          | Tulsa, Oklahoma             | Burlington Northern and Santa Fe           |
| Galesburg Yard         | Galesburg, Illinois         | Burlington Northern and Santa Fe           |
| Northtown Yard         | Minneapolis, Minnesota      | Burlington Northern and Santa Fe           |
| Pasco Yard             | Pasco, Washington           | Burlington Northern and Santa Fe           |
| Tennessee Yard         | Memphis, Tennessee          | Burlington Northern and Santa Fe           |
| Bensenville Yard       | Chicago, Illinois           | Canadien Pacifique                         |
| St. Paul Yard          | St. Paul, Minnesota         | Canadien Pacifique                         |
| Oak Island Yard        | Newark, Nouveau-Jersey      | Conrail                                    |
| Pavonia Yard           | Camden, Nouveau-Jersey      | Conrail                                    |
| Avon Yard              | Avon, Indiana               | CSXT                                       |
| Boyles Yard            | Birmingham, Alabama         | CSXT                                       |
| Cumberland Yard        | Cumberland, Maryland        | CSXT                                       |
| Frontier Yard          | Buffalo, New York           | CSXT                                       |
| Hamlet Yard            | Hamlet, Caroline du Nord    | CSXT                                       |
| Osborn Yard            | Louisville, Kentucky        | CSXT                                       |
| Queensgate Yard        | Cincinnati, Ohio            | CSXT                                       |
| Radnor Yard            | Nashville, Tennessee        | CSXT                                       |
| Selkirk Yard           | Selkirk, New York           | CSXT                                       |
| Stanley Yard           | Toledo, Ohio                | CSXT                                       |
| Tilford Yard           | Atlanta, Géorgie            | CSXT                                       |
| Waycross Yard          | Waycross, Géorgie           | CSXT                                       |
| Williard Yard          | Williard, Ohio              | CSXT                                       |
| Kirk Yard              | Gary, Indiana               | Elgin, Joliet & Eastern                    |
| Blue Island Yard       | Chicago, Illinois           | Indiana Harbour Belt                       |
| Allentown Yard         | Allentown, Pennsylvanie     | Norfolk Southern                           |
| Bellevue Yard          | Bellevue, Ohio              | Norfolk Southern                           |
| Brosnan Yard           | Macon, Géorgie              | Norfolk Southern                           |
| Buckeye Yard           | Columbus, Ohio              | Norfolk Southern                           |
| Conway Yard            | Conway, Pennsylvanie        | Norfolk Southern                           |
| DeButts Yard           | Chattanooga, Tennessee      | Norfolk Southern                           |
| Young Yard             | Elkhart, Indiana            | Norfolk Southern                           |
| Enola Yard             | Enola, Pennsylvanie         | Norfolk Southern                           |
| Norfolk Yard           | Norfolk, Virginie           | Norfolk Southern                           |
| Norris Yard            | Birmingham, Alabama         | Norfolk Southern                           |
| Shaffers Crossing Yard | Roanoke, Virginie           | Norfolk Southern                           |
| Sheffield Yard         | Sheffield, Alabama          | Norfolk Southern                           |
| Spencer Yard           | Linwood, Caroline du Nord   | Norfolk Southern                           |
| Madison Yard           | St. Louis, Illinois         | Terminal Railroad Association of St. Louis |
| Bailey Yard            | North Platte, Nebraska      | Union Pacific                              |
| Centennial Yard        | Fort Worth, Texas           | Union Pacific                              |
| Englewood Yard         | Houston, Texas              | Union Pacific                              |
| Hinkle Yard            | Hinkle, Orégon              | Union Pacific                              |
| Livonia Yard           | Livonia, Louisiane          | Union Pacific                              |
| Neff Yard              | Kansas City, Missouri       | Union Pacific                              |
| North Little Rock Yard | North Little Rock, Arkansas | Union Pacific                              |
| Pine Bluff Yard        | Pine Bluff, Arkansas        | Union Pacific                              |
| Proviso Yard           | Chicago, Illinois           | Union Pacific                              |
| Davis Yard             | Roseville, Californie       | Union Pacific                              |
| West Colton Yard       | Colton, Californie          | Union Pacific                              |

### France
(décembre 2015).
En France, de très nombreuses gares ouvertes au service du fret ou au service des voyageurs disposent d'un ou même plusieurs faisceaux de voies de triage. Cette liste recense uniquement les plus importants triages français, mais nombre d'entre eux ont été fermés lors de la dernière décennie.
- Gare de triage d'Ambérieu (Auvergne-Rhône-Alpes)
- Gare de triage d'Achères (Île-de-France)
- Gare de triage de Badan (Auvergne-Rhône-Alpes)
- Gare de triage de Blainville-Damelevières (Grand Est)
- Gare de triage du Bourget (Île-de-France)
- Gare de triage de Châlons-en-Champagne (Grand Est, anciennement Châlons-sur-Marne)
- Gare de triage de Conflans-Jarny (Grand Est)
- Gare de triage de Courbessac (Occitanie)
- Plate-forme multimodale Delta 3 (Hauts-de-France)
- Gare de triage de Gevrey (Bourgogne-Franche-Comté)
- Gare de triage des Gravanches (Auvergne-Rhône-Alpes)
- Gare de triage de Hausbergen (Strasbourg, Grand Est)
- Gare de triage de Bordeaux-Hourcade (Nouvelle-Aquitaine)
- Gare de triage de Lille-Délivrance (Hauts-de-France)
- Gare de triage du Mans (Pays de la Loire)
- Gare de triage de Metz-Sablon (Grand Est)
- Gare de triage de Miramas (Provence-Alpes-Côte d'Azur)
- Gare de triage de Mulhouse-Nord (Grand Est)
- Gare de triage de Nantes (Pays de la Loire, fermée en 1994, possible reconversion en plate-forme multimodale)
- Gare de triage de Noisy-le-Sec (Île-de-France, partiellement abandonnée et déposée sur la moitié du faisceau Sud, gérée par l'entreprise Novatrans sur le faisceau Nord)
- Gare de triage de Perrigny (Bourgogne-Franche-Comté)
- Gare de triage de Réding (Grand Est, reconversion en base de maintenance de la LGV Est)
- Gare de triage de Rennes (Bretagne, fermée en 1994)
- Gare de triage de Saint-Jory (Occitanie)
- Gare de triage de Saint-Pierre-des-Corps (Centre)
- Gare de triage de Sibelin (Auvergne-Rhône-Alpes)
- Gare de triage de Somain (Hauts-de-France)
- Gare de triage de Sotteville (Normandie)
- Gare de triage de Strasbourg-Cronenbourg (Grand Est)
- Gare de triage de Tergnier (Hauts-de-France)
- Gare de triage de Vaires-sur-Marne (Seine-et-Marne, Île-de-France)
- Gare de triage de Valenton (Val-de-Marne, Île-de-France)
- Gare de triage de Vénissieux (Auvergne-Rhône-Alpes)
- Gare de triage de Villeneuve-Saint-Georges (Île-de-France)
- Gare de tirage de Villemomble (Île-de-France, fermée et abandonnée depuis les années 1980)
- Gare de triage de Woippy (Metz, Grand Est).

### Italie
Son appellation italienne est « scalo di smistamento » ou bien « stazione di smistamento ».
Les principaux triages de ce pays sont ceux d'Orbassano à Turin, Milan Smto, Cervignano Smto dans le nord-est du pays, Bologne San Donato et Marcianise Smto près de Caserta au nord de Naples.

### Luxembourg
| Emplacement - Bettembourg-Triage | Voies de débranchement - 28 |

### Pays-Bas
Nom néerlandais: « rangeerterrein ».
| Emplacement - Rotterdam, Kijfhoek | Voies de débranchement - 43 |

### Roumanie
Les gares de triage s'appellent en roumain « triaj » ou encore « staţie de triaj » ou « gară de triaj ». Les principaux triages en Roumanie sont :
Socola (Iaşi), Dej Triaj, Oradea Est Triaj, Arad, Ronaţ Triaj (Timişoara), Caransebeş Triaj, Simeria Triaj, Coşlariu (Teiuş), Braşov Triaj, Adjud, Barboşi Triaj (Galaţi), Ploieşti Triaj, Goleşti (Piteşti), Craiova Triaj, Bucureşti Triaj (Bucarest) et Palas (Constanţa).

### Suisse

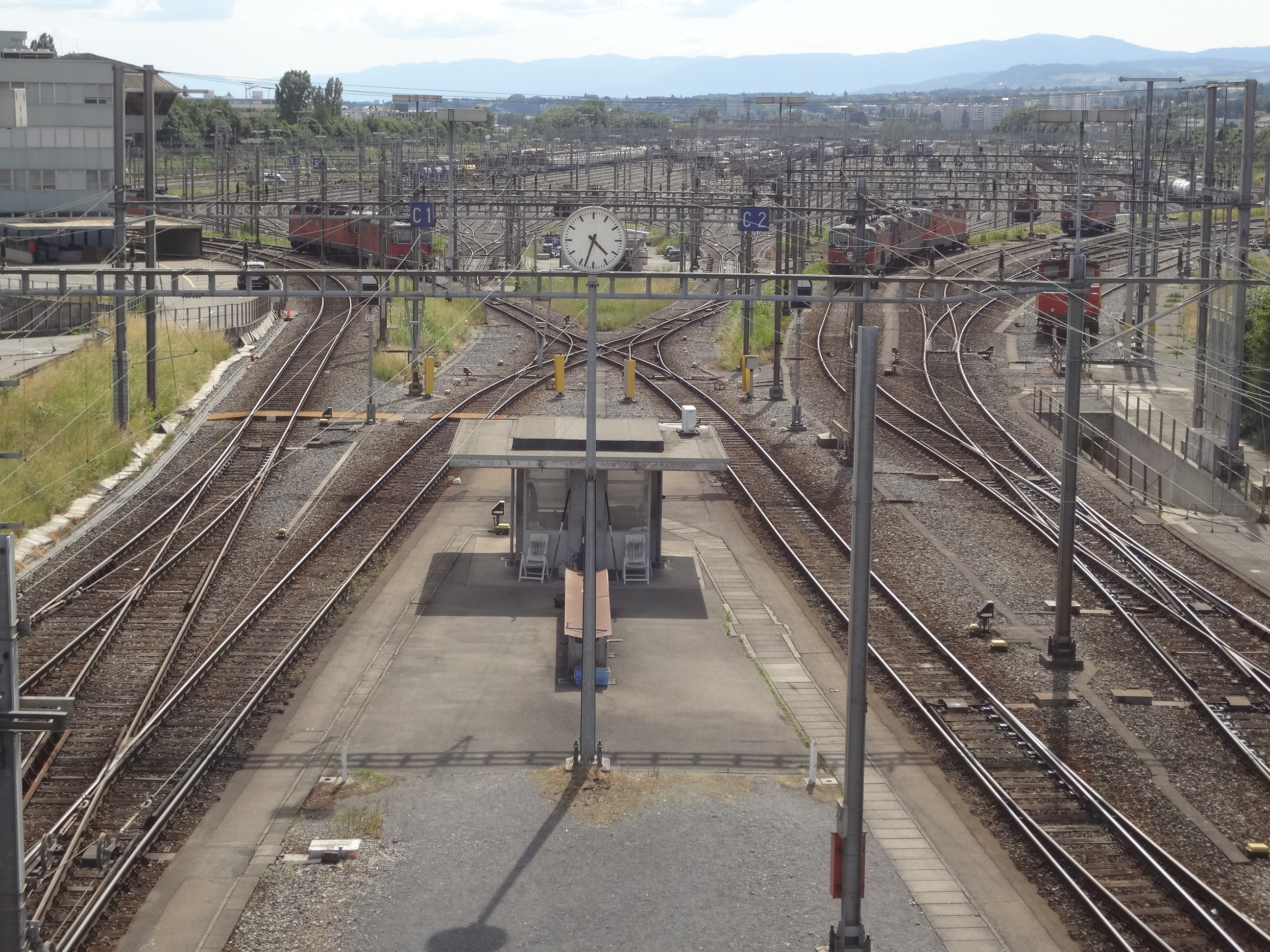
Bosse de débranchement de Lausanne-Triage.

- Bâle : Basel SBB RB ;
- Zurich : Zürich-Limmattal ;
- Lausanne : Lausanne-Triage ;
- Genève : La Praille ;
- Bienne : Biel RB à Mett/Mâche ;
- Chiasso Smto. (Triage).